# Aves One
Die Aves One GmbH ist Bestandshalter und Investor in langlebige Rail-Assets mit Sitz in Hamburg und Salzburg. Der Fokus liegt auf Güterwagen für die Schiene und Wechselbrücken für die Straße. Zu den Kunden zählen Reedereien, staatliche Bahngesellschaften, Industrie- und Chemieunternehmen sowie Logistikdienstleister. Das Unternehmen hatte zum Jahresende 2020 eine Bilanzsumme von 1.021,6 Mio. Euro und erwirtschaftete 2020 einen Umsatz von 123,9 Millionen Euro. Das Unternehmen war im Prime Standard an der Frankfurter Wertpapierbörse gelistet.

## Geschichte
Die Anfänge des Unternehmens gehen bis zum Ende des 19. Jahrhunderts zurück. Als Bremisch-Hannoversche Kleinbahn AG spezialisierte sich das am 24. Juni 1898 gegründete Unternehmen zunächst auf den Auf- und Ausbau sowie den Betrieb von Kleinbahnstrecken. Mit den Bahnstrecken im Raum Bremen wurden Anbindungen an die umliegenden Orte geschaffen sowie an die Staatsbahnstrecken Bremen-Oldenburg und Bremen-Osnabrück. Bereits mit der Gründung war das Unternehmen börsennotiert. Ab dem 14. Januar 1958 hieß das Unternehmen Bremisch-Hannoversche Eisenbahn AG (BHE).

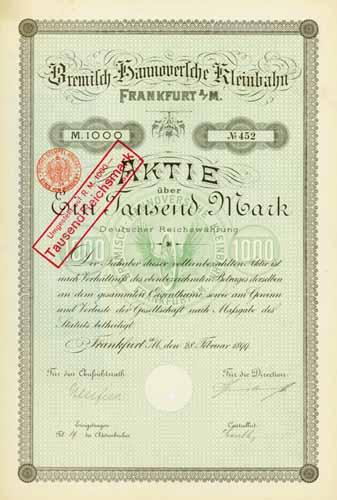
Aktie der Bremisch-Hannoverschen Kleinbahn AG aus dem Jahr 1899

In den 2000er Jahren konzentrierte sich das Unternehmen auf die Verwaltung des ehemals für die Bahntätigkeit genutzten Immobilieneigentums und zog sich aus dem Bahngeschäft vorübergehend zurück.
Seit 2016 firmiert das Unternehmen unter Aves One AG. Es kehrte in das Bahngeschäft zurück und ist als Bestandshalter von Logistik-Vermögenswerten aktiv. Entscheidend war dafür der Erwerb des Güterwagenportfolios der damaligen ERR Rail Rent Vermietungs GmbH und heutigen Aves Rail GmbH.
Zum 31. Dezember 2020 veräußerte die Aves One AG das gesamte Seecontainer-Portfolio und konzentriert sich auf das Rail-Geschäft. Das Unternehmen stellt in erster Linie Güterwagen sowie Wechselbrücken für den Vermietmarkt zur Verfügung.

Die Aves One AG wurde im Jahr 2021 mehrheitlich von einem Konsortium aus Swiss Life Asset Managers und Vauban Infrastructure Partners übernommen. Im August 2021 schloss Aves One eine Investitionsvereinbarung mit dem Konsortium ab, das ein freiwilliges öffentliches Übernahmeangebot zu einem Preis von 12,80 € je Aktie ankündigte. Dieser Preis entsprach einer Prämie von etwa 38,6 % auf den durchschnittlichen Börsenkurs der letzten drei Monate vor der Ankündigung.
Bis zum Ende der regulären Annahmefrist am 9. November 2021 belief sich die Annahmequote auf 88,33 %, womit die Mindestannahmeschwelle von 85 % überschritten wurde. Somit wurde die mehrheitliche Übernahme am 24. November 2021 vollzogen.
Nach der Übernahme von Aves One durch Swiss Life Asset Managers und Vauban Infrastructure Partners im Jahr 2021 sowie der anschließenden Akquisition von Wascosa im Jahr 2022 wurden beide Unternehmen unter dem Dach der Wascosa Group Holding zusammengeführt. Im Jahr 2024 wurde Aves One offiziell in Wascosa umbenannt.
Die Wascosa Group Holding mit Sitz in Luxemburg fungiert nun als Muttergesellschaft für die kombinierten Aktivitäten von Aves One und Wascosa. Wascosa, mit Hauptsitz in Luzern, Schweiz, ist einer der größten unabhängigen Vermieter von Güterwagen in Europa und betreibt mit der Aves One GmbH eine Flotte von über 15.000 Wagen in mehr als 20 Ländern.

## Leistungen

### Güterwagen
Im Segment der Güterwagen investiert die Aves One AG in verschiedene Typen von Güterwagen. Diese können durchschnittlich 45 Jahre lang genutzt werden. Dabei setzt das Unternehmen auf externe Manager, die sich um die Vermietung und die Verwaltung der über 11 000 Güterwagen kümmern. Neben Güterwagen umfasst das Portfolio auch 9000 Wechselbrücken.

## Steueraffäre
Eine gemeinsame Recherche der Organisation Fragdenstaat und des ZDF Magazin Royale ergab im Oktober 2024, dass Gregor von Bismarck eine Adresse für Briefkastenfirmen unterhielt. Neben eigenen Unternehmen von Bismarck hatten weitere Firmen in einer Holzhütte im Sachsenwald ihren angeblichen Firmensitz, obwohl in der Hütte praktisch keine Geschäftstätigkeit stattfand. Unter den angeblich ansässigen Firmen sind laut Fragdenstaat unter anderem Tochterunternehmen der Firmen Luxcara und Aves One.  Da der Sachsenwald ein gemeindefreies Gebiet im Bismarck’schen Eigentum ist, flossen die Gewerbesteuer-Einnahmen an den Gutsherren Gregor von Bismarck. Die Unternehmen profitierten von der Firmenadresse durch den von Bismarck sehr niedrig angesetzten Gewerbesteuer-Hebesatz.
Betroffene Firmen und Gregor von Bismarck selbst begründeten die Wahl des Firmensitzes damit, dass der Großteil der Gewerbesteuereinnahmen zweckgebunden dem Erhalt des Sachsenwaldes zugute komme und somit dem Erhalt der Umwelt und der Energiewende diene.

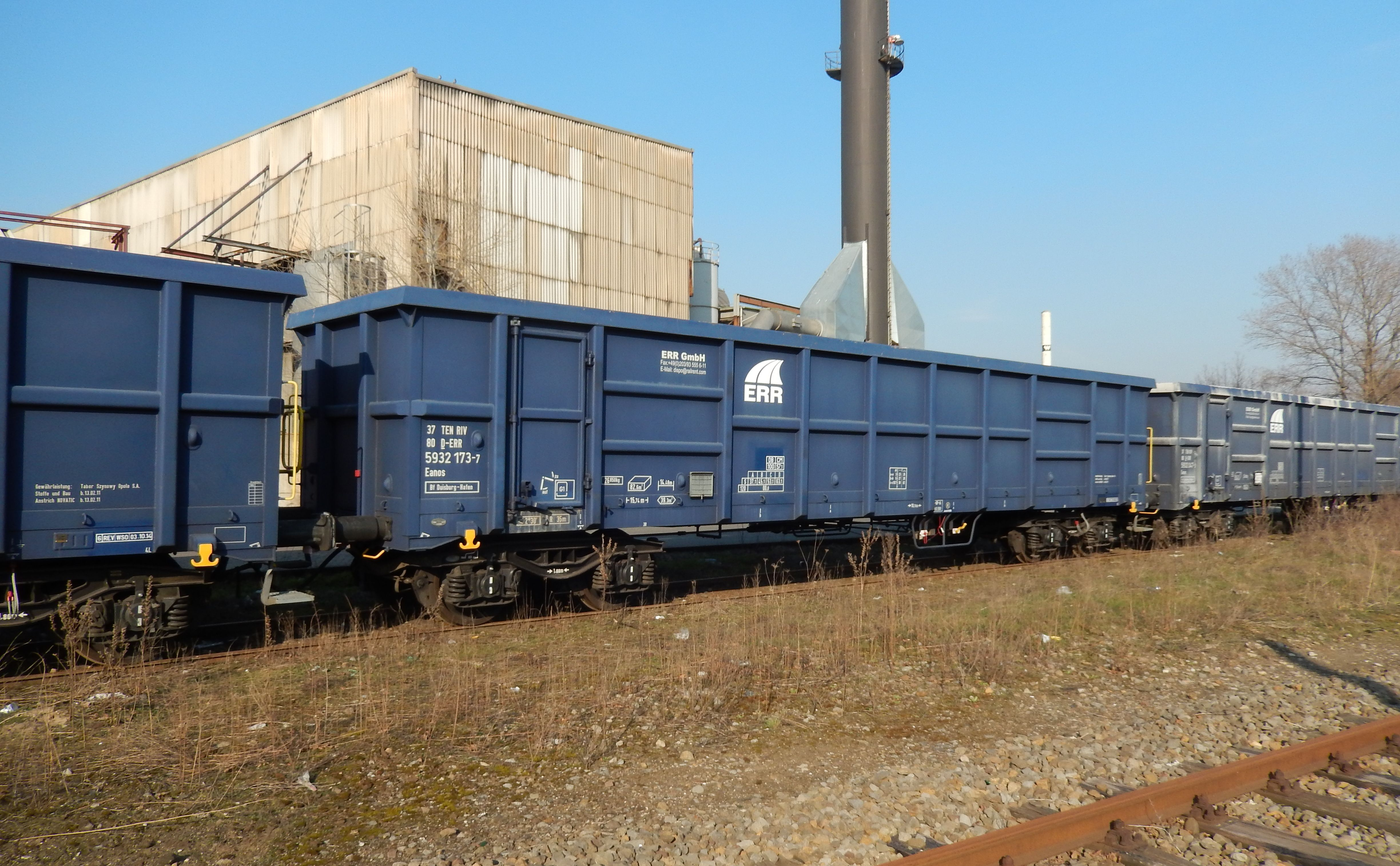
Kastenwagen der ERR (2015)

## Kennzahlen
|                                                 |         |         |         |         |         |         |         |
|                                                 | 2014    | 2015    | 2016    | 2017    | 2018    | 2019    | 2020    |
| Anzahl Mitarbeiter                              | 9       | 15      | 26      | 37      | 42      | 45      | 42      |
| Umsatz (Mio. Euro)                              | 9,4     | 21,6    | 28,6    | 53,4    | 77,7    | 116,8   | 123,9   |
| Operatives Betriebsergebnis (EBITDA, Mio. Euro) | 17,8    | 20,3    | 10,3    | 29,1    | 54,7    | 84,6    | 81,8    |
| EBIT (Mio. Euro)                                | 15,9    | 15,6    | 1,8     | 9,4     | 31,1    | 11,1    | −36,3   |
| Bilanzsumme (Mio. Euro)                         | 168,4   | 267,2   | 517,9   | 520,1   | 923,7   | 1.036,2 | 1.021,6 |
| Anzahl eingesetzter Güterwaggons                | 0       | 331     | 4.230   | 4.308   | >9.000  | >10.200 | >11.000 |
| Anzahl eingesetzter Container (TEU)             | 169.000 | 180.000 | 159.000 | 172.500 | 192.000 | 185.800 | 165.300 |
| Anzahl eingesetzter Wechselbrücken              | 0       | 161     | 2.792   | 4.739   | 6.761   | 8.745   | 9.000   |